# Государственный стандарт общего образования (Россия)
Государственный стандарт общего образования — часть государственных образовательных стандартов, нормы и требования, определяющие обязательный минимум содержания основных образовательных программ общего образования, максимальный объём учебной нагрузки обучающихся, уровень подготовки выпускников образовательных учреждений, а также основные требования к обеспечению образовательного процесса (в том числе к его материально-техническому, учебно-лабораторному, информационно-методическому, кадровому обеспечению).
Назначением государственного стандарта общего образования является обеспечение:
- равных возможностей для всех граждан в получении качественного образования;
- единства образовательного пространства в Российской Федерации;
- защиты обучающихся от перегрузок и сохранение их психического и физического здоровья;
- преемственности образовательных программ на разных ступенях общего образования, возможности получения профессионального образования;
- социальной защищенности обучающихся;
- социальной и профессиональной защищенности педагогических работников;
- прав граждан на получение полной и достоверной информации о государственных нормах и требованиях к содержанию общего образования и уровню подготовки выпускников образовательных учреждений;
- основы для расчета федеральных нормативов финансовых затрат на предоставление услуг в области общего образования, а также для разграничения образовательных услуг в сфере общего образования, финансируемых за счет средств бюджета и за счет средств потребителя, и для определения требований к образовательным учреждениям, реализующим государственный стандарт общего образования.

Государство гарантирует общедоступность и бесплатность общего образования в образовательных учреждениях в пределах, определяемых государственным стандартом общего образования.
Государственный стандарт общего образования является основой:
- разработки федерального базисного учебного плана, образовательных программ начального общего, основного общего и среднего (полного) общего образования, базисных учебных планов субъектов Российской Федерации, учебных планов образовательных учреждений, примерных программ по учебным предметам;
- объективной оценки уровня подготовки выпускников образовательных учреждений;
- объективной оценки деятельности образовательных учреждений;
- определения объёма бюджетного финансирования образовательных услуг, оказание которых гражданам на безвозмездной основе гарантируется государством на всей территории Российской Федерации;
- установления эквивалентности (нострификации) документов об общем образовании на территории Российской Федерации;
- установления федеральных требований к образовательным учреждениям в части оснащенности учебного процесса, оборудования учебных помещений.

Государственный стандарт общего образования первого поколения включал три компонента:
- федеральный компонент — устанавливается Российской Федерацией (отводится не менее 75 процентов от общего нормативного времени, отводимого на освоение образовательных программ общего образования);
- региональный (национально-региональный) компонент — устанавливается субъектом Российской Федерации (отводится не менее 10 процентов от общего нормативного времени, отводимого на освоение образовательных программ общего образования);
- компонент образовательного учреждения — самостоятельно устанавливается образовательным учреждением (отводится не менее 10 процентов от общего нормативного времени, отводимого на освоение образовательных программ общего образования).

Начиная с 2001 года, когда был начат эксперимент по переходу на 12-летнее обучение, был введён 4ый компонент — ученический: консультации, двигательные занятия и т. д. Но они не относятся к максимальной учебной нагрузке, поэтому являются необязательными для учеников.
В конце 2010-начале 2011 года опубликованы проекты нового стандарта среднего (полного) общего образования, вызвавшие широкую критику. В апреле 2011 года был опубликован третий вариант стандарта, вскоре снятый с портала министерства.
Приказ об утверждении федерального государственного образовательного стандарта (ФГОС) среднего (полного) общего образования был подписан перед отставкой министром образования и науки Российской Федерации А.А. Фурсенко 17.05.2012 и зарегистрирован в Минюсте России 7.06.2012.
Подробный анализ достоинств и недостатков стандарта, а также истории принятия ФГОС второго поколения для начальной, основной и старшей школы дан в статье Образовательный стандарт для старшей школы: достижение или катастрофа?